# Rebecca Lukens
Pour les articles homonymes, voir Lukens.
Rebecca Lukens née Rebecca Webb Pennock est une femme d'affaires américaine. Elle est propriétaire et directrice de l'usine sidérurgique devenue la Lukens Steel Company de Coatesville en Pennsylvanie. Le magazine Fortune la considère comme étant la première femme PDG d'une entreprise industrielle en Amérique et son comité de rédaction l'a nommée au National Business Hall of Fame en 1994,.

## Biographie
Rebecca Lukens née le 6 janvier 1794 et morte le 10 décembre 1854 est la fille du quaker Isaac Pennock fondateur de la Federal Slitting Mill près de Coatesville vers 1793. Elle grandit dans l'entreprise, accompagnant souvent son père dans le moulin. Elle étudie d'abord dans le pensionnat Westtown School, puis à la Wilmington School for Girls à Wilmington dans le Delaware, où elle étudie notamment la chimie,,.

## Carrière
Rebecca Lukens épouse le Dr Charles Lukens en 1813 qui se lance dans le commerce du fer et loue le moulin de son père. À partir de 1816, ils vivent dans le « Brandywine Mansion », qui se trouve aujourd'hui dans le quartier historique des Lukens. Au début des années 1820, Charles expérimente de nouveaux produits, comme la tôle d'acier laminée. La tôle d'acier est utilisée pour construire le premier bateau à vapeur à coque métallique d'Amérique, le Codorus, et est ensuite été utilisée comme plaque de chaudière dans les moteurs à vapeur et les locomotives. Charles meurt en 1825 laissant Rebecca à la tête d'une entreprise au bord de la faillite. Un conflit d'héritage et la panique de 1837 compliquent encore les choses,.
Rebecca Lukens dirige l'entreprise jusqu'en 1847 et en fait le premier fabricant de tôles fortes du pays. Pendant sa retraite, elle écrit une autobiographie pour ses petits-enfants,. En 1848, elle construit Terracina comme cadeau de mariage pour sa fille Isabella lors de son mariage avec Charles Huston.

## Héritage et distinctions
Pendant la Seconde Guerre mondiale, le Liberty ship SS Rebecca Lukens est construit à Panama City en Floride et baptisé en son honneur.
Le 6 janvier 1994, date du 200e anniversaire de la naissance de Rebecca Lukens, l'assemblée législative de Pennsylvanie et la ville de Coatesville la déclarent première femme industrielle d'Amérique.
L'entreprise est restée indépendante jusqu'en 1997 et est classée numéro 395 sur la liste industrielle FORTUNE 500 en 1993. En 1994, l'aciérie est considérée comme la plus ancienne aciérie en activité continue aux États-Unis. En 2020, Rebecca Lukens est l'une des huit femmes présentées dans l'exposition « The Only One in the Room » au Smithsonian National Museum of American History,.

## Décès
À sa mort en 1854, Rebecca Lukens est enterrée à Ercildoun au sud de Coatesville dans le Fallowfield Orthodox Friends Burying Ground.